# Anápolis Sport Club
Anápolis Sport Club, na grafia arcaica Annapolis Sport Club, foi um clube brasileiro de futebol, da cidade de Anápolis, no estado de Goiás.

## História
O Anápolis Sport Club surgiu em janeiro de 1931, após uma fusão entre  Bahia Sport Club e Cruzeiro do Sul. Seu presidente interino, aquele que participou da organização da nova equipe, foi o dr. Manoel Gonçalves Cruz.
No dia 7 de fevereiro de 1931 fez o primeiro jogo de sua história contra a União Goiana, da Cidade de Goiás . A partida acabou 2 a 1 para o Anápolis.
No mesmo ano, no dia 11 de fevereiro, foi eleita a diretoria definitiva do Anápolis Sport Club, sob a presidência do médico Genserico Gonzaga Jayme.

### Primeira partida
| 7 de fevereiro de 1931 | Anápolis SC | 2 - 1 | A.A. União Goiana |  |
|                        |             |       |                   |  |

## Mando
Em 03 de setembro de 1933, o Anápolis Sport Club passou a jogar no Campo do Jundiahy, cujo terreno pertencia ao sítio conhecido como João D’ai, adquirido por 400$000 Rs (quatrocentos mil réis). O campo ficava perto das atuais ruas Dr. Faustino e Joaquim Propício de Pina, no Bairro Jundiaí. Era todo cercado de muro de taipa, para que houvesse a possibilidade de se cobrar ingresso.

## Participações no Goiano
O clube participou do Campeonato Goiano em duas oportunidades.